# Littenseradiel
Littenseradiel (en neerlandés: Littenseradeel), fue un antiguo municipio de la provincia de Frisia en los Países Bajos. En 2013 tenía una población de 10.974 habitantes ocupando una superficie de 132,64 km², de los que 1,89 km² corresponden a la superficie ocupada por el agua, con una densidad de población de 84 h/km².  
El municipio fue creado en 1984 por la fusión de Baarderadeel y Hennaarderadeel. En 1985 cambió el nombre para adoptar oficialmente el nombre frisón. Contaba con veintinueve aldeas y varios caseríos menores. La sede del municipio estaba en Wommels, el mayor núcleo de población, con alrededor de 2.200 habitantes. Sus denominaciones oficiales son las frisonas y las señalizaciones son en todos los casos monolingües en ese idioma. En la remodelación municipal de 2018 el municipio desapareció como tal, pasando a integrarse quince de sus pueblos en el municipio vecino de Súdwest-Fryslân, diez en Leeuwarden y los cuatro restantes en el municipio de nueva creación en el noroeste de Frisia llamado Waadhoeke. 

## Galería

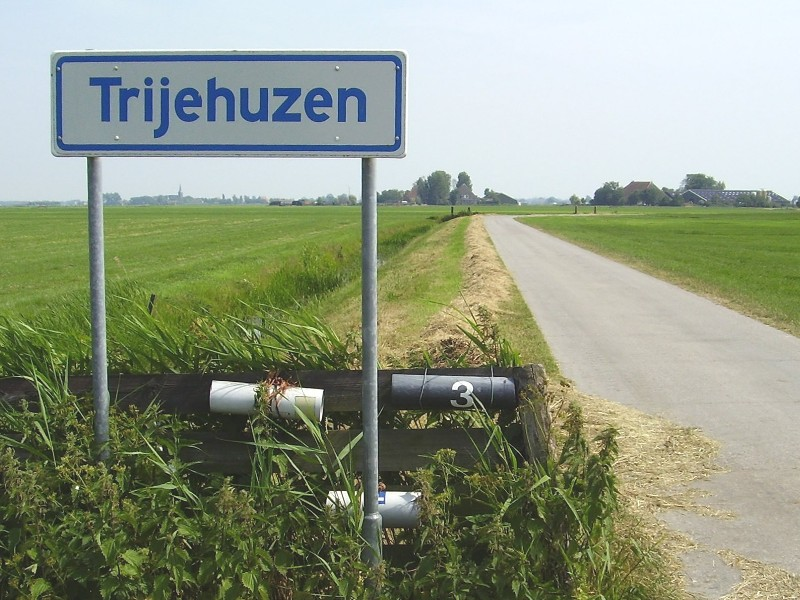
Trijehuzen, Driehuizen en neerlandés.
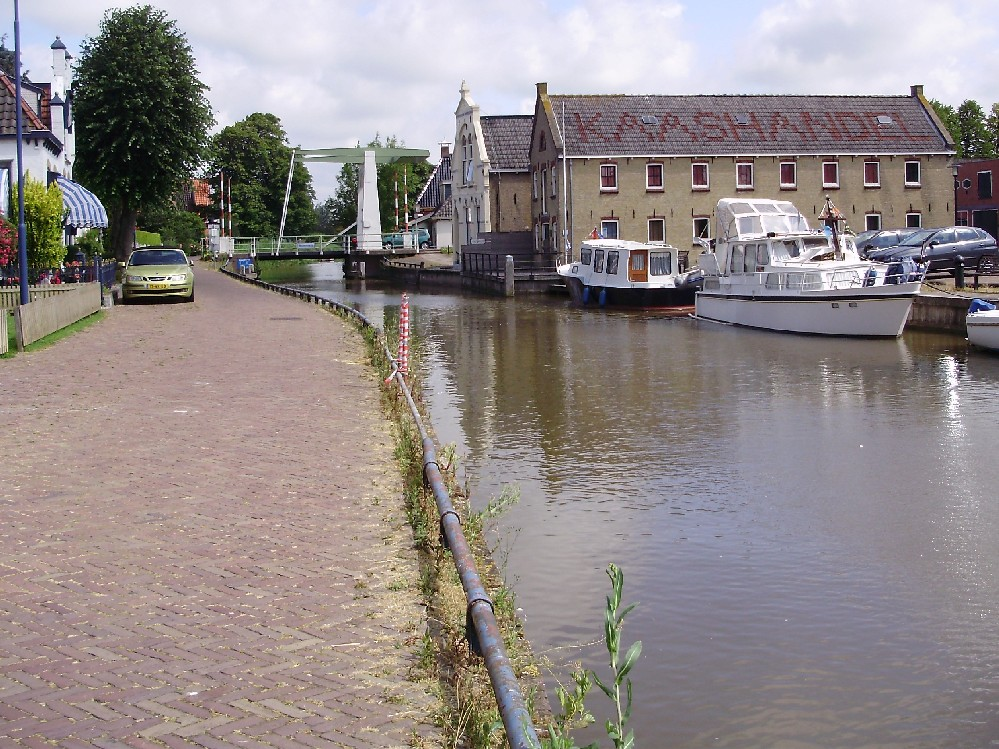
El canal Boalserter a su paso por Wommels.
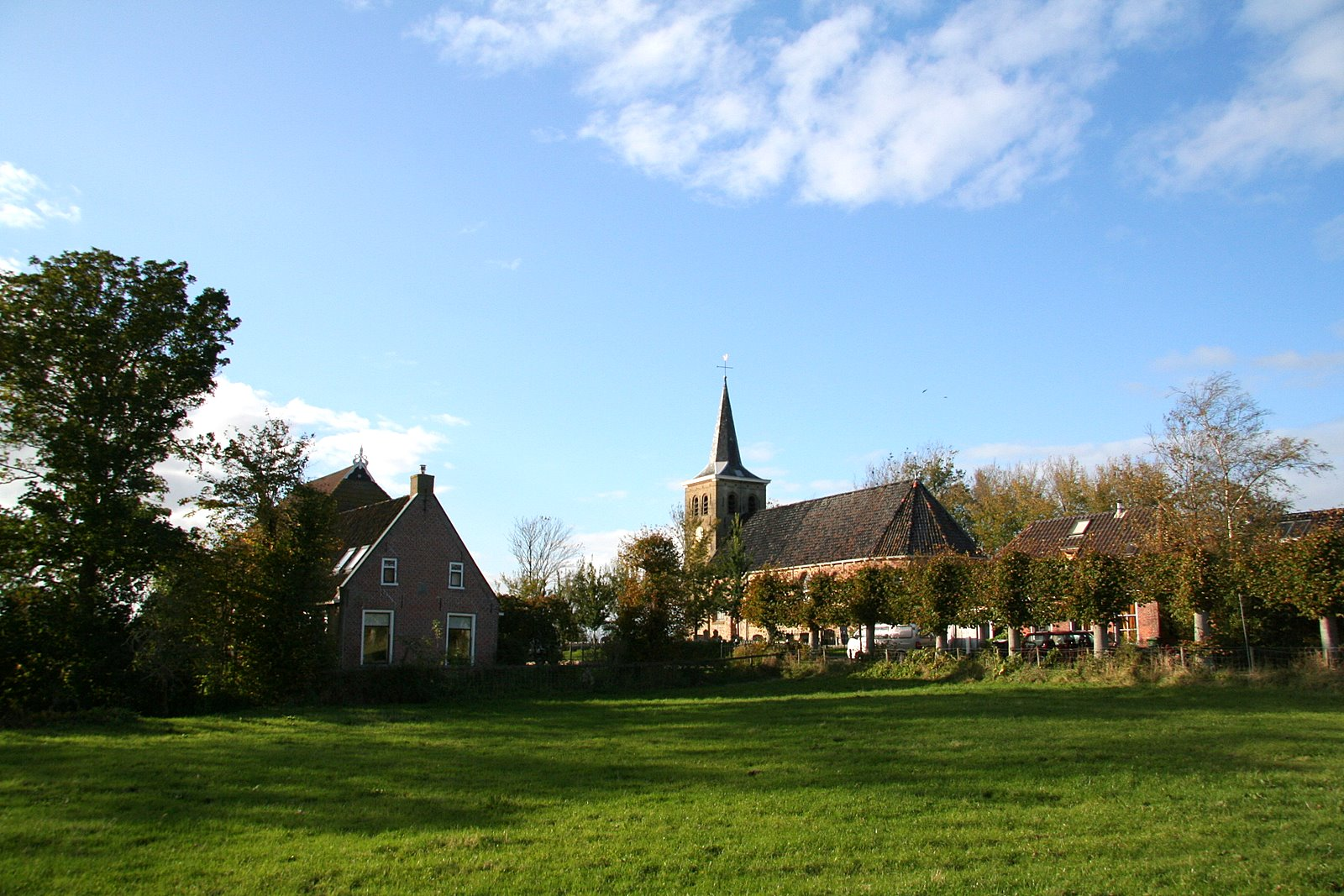
Bears.
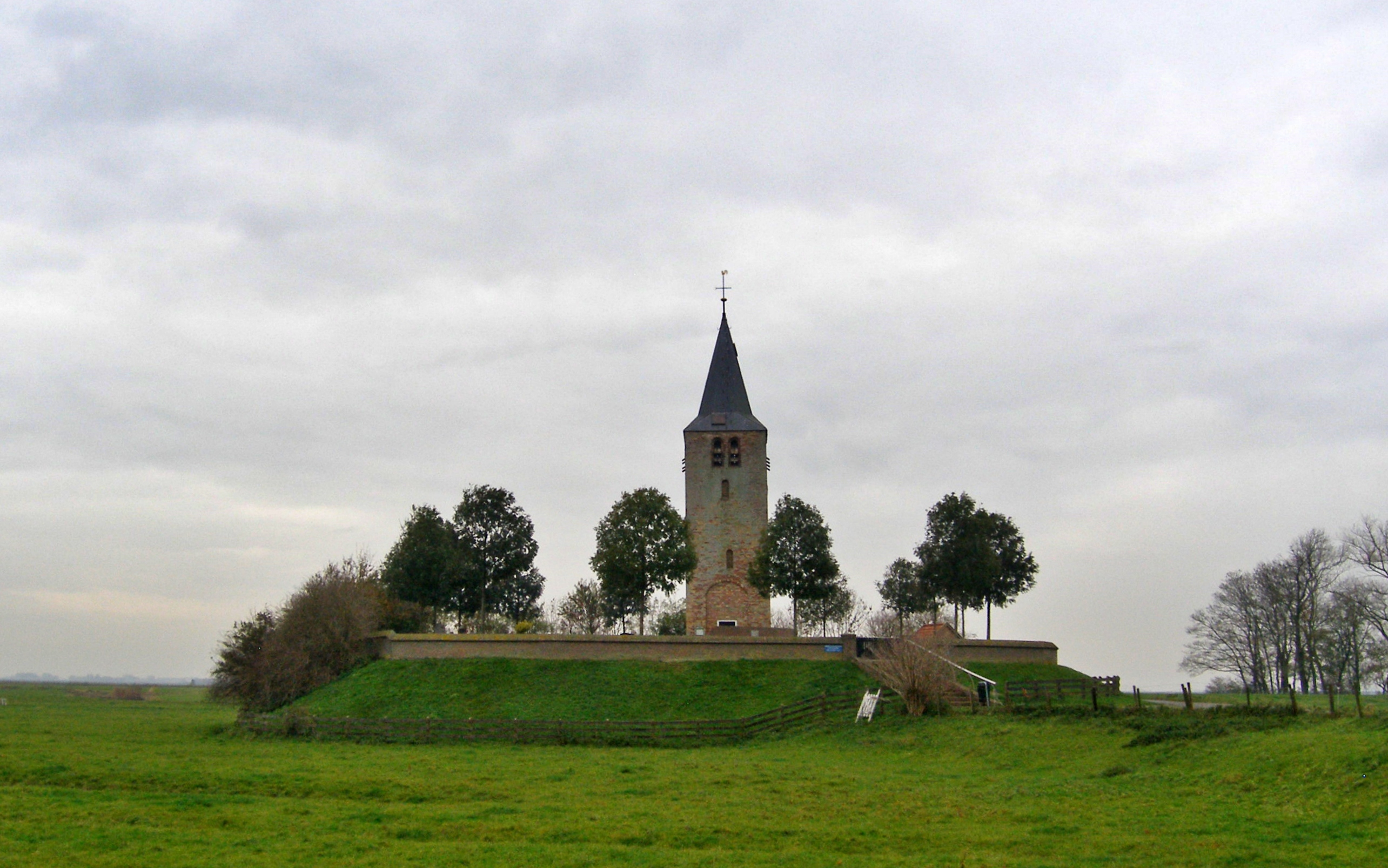
Torre de la iglesia de Easterwierrum.